# Розтерк
Ро́зтерк (пол.  Rozterk) — село в Польше в гмине Прашка Олесненского повета Опольского воеводства.

## География
Село находится в 3 км от административного центра гмины города Прашка. Село располагается при дороге Прашка — Далахув. Возле села протекает река Выдерка.

## История
Во время Первой мировой войны в селе была основана шахта по добыче железной руды. Шахта действовала до 1929 года.
В 1975—1998 годах село входило в Ченстоховское воеводство.